# Chwałkowice (województwo wielkopolskie)
Chwałkowice – wieś w Polsce położona w województwie wielkopolskim, w powiecie słupeckim, w gminie Strzałkowo.
W latach 1975–1998 miejscowość administracyjnie należała do województwa konińskiego.
We wsi znajdują się dwa zabytkowe zespoły budynków wpisane do krajowego rejestru zabytków KOBiDZ:
- zespół dworski, (nr rej.: 428/170 z 4.09.1989 r.) w którego skład wchodzi:
  - dwór z XIX w. i początku XX w.
  - park z aleją dojazdową z XIX w.
- budynki folwarczne z 2 połowy XIX w. i XX w. (nr rej.: 528/269 z 30.12.1996 r.) składające się z:
  - obory
  - spichrza